# Nyssicus rosalesi
Nyssicus rosalesi är en skalbaggsart som beskrevs av Joly och Martinez 1981. Nyssicus rosalesi ingår i släktet Nyssicus och familjen långhorningar.
Artens utbredningsområde är Venezuela. Inga underarter finns listade i Catalogue of Life.